# Замък на Сфорците
Замъкът на Сфорците (на италиански: Castello Sforzesco, Кастело Сфорцеско) е голям укрепен комплекс, разположен в град Милано, Северна Италия, точно извън историческия център на града.
Построен е през 15 век от Франческо Сфорца, наскоро станал херцог на Милано, върху останките на предишно средновековно укрепление от 14 век, известно като Замък на Порта Джовия (или Дзобия). В района на Замъка на Порта Джовия през древноримско време съществува едноименният Castrum Portae Jovis – един от четирите отбранителни замъка на древноримския Mediolanum.
Значително трансформиран и модифициран през вековете, Замъкът на Сфорците между 16 и 17 век е една от основните военни цитадели в Европа. Реставриран в исторически стил от Лука Белтрами между 1890 и 1905 г., към 21 век е дом на културни институции и важни музеи. Той е един от най-големите замъци в Европа и един от основните символи на Милано и на неговата история.

## История

### Първоначално укрепление
Изграждането на укрепление с чисто отбранителни функции започва през втората половина на 14 век от Династията Висконти, господстваща над Милано от почти един век. Господството им се установява през 1277 г. в битката при Дезио благодарение на победатата на архиепископ Отоне Висконти над господаря на Милано Наполеоне дела Торе, който е прогонен. През 1354 г. умиращият архиепископ Джовани Висконти завещава Миланското херцогство на тримата си племенници Матео II, Галеацо II и Бернабò.
Между 1360 и 1370 г. Галеацо II строи укрепление, наречено Замък на Порта Джовия (Castello di Porta Giovia), над градските стени. Той включва малката градска Порта Джовия (или Дзобия), наречена така по името на римската Порта Джовия – древен вход към Римските стени на Милано. Тя от своя страна дължи името си на Йовий (бог Юпитер) – прякор на император Диоклециан. 
В древноримско време в същия район, където впоследствие се издига средновековният Замък на Порта Джовия, се намира едноименният Castrum Portae Jovis – един от четирите отбранителни замъка на римския Mediolanum.  Oт 286 г., когато Милано става столица на Западната Риска империя, Castrum Portae Jovis започва да изпълнява и функцията на Castra Praetoria, тоест на казарма на преторианците – военна част, изпълняваща задълженията на телохранители на императора. Следователно този район на Милано е зоната, посветена на бога на войната Марс, използвана за военни учения.

### Висконти и Сфорца
Средновековният Замък на Порта Джовия е разширен от наследниците на Галеацо II Висконти: Джан Галеацо, станал първият херцог на Милано през 1395 г., Джовани Мария и Филипо Мария, който първи прехвърля за постоянно двора от Херцогския дворец (днешен Кралски дворец) в замъка. През 1392 г. Джан Галеацо добавя към строежа сгради за настаняване на наемническите войски. Двете части на конструкцията са разделени от рова на средновековната стена, т. нар. „мъртъв ров“, и са свързани едва по-късно при Филипо Мария – последният от рода Висконти. Именно през този период замъкът става постоянна резиденция на династията Висконти. Той е най-големият от построените от Висконти, с квадратен план от около 180 м от всяка страна, снабден с четири квадратни кули, две от които са обърнати към града и са доста внушителни, с периметърни стени с дебелина 7 м.
Сградата е частично разрушен през 1447 г. при Златната Амброзианска република. Републиката е създадена от миланските благородници след изчезването на династията Висконти след смъртта без законни наследници на херцог Филипо Мария. От крепостта на Висконти днес са видими сивата каменна основа от гнайс върху мъртвия ров и по външните страни на двора Рокета и на Херцогския двор.
Капитанът на наемниците Франческо Сфорца – съпруг на Бианка Мария Висконти започва реконструкция през 1450 г. Той желае да направи замъка своя резиденция, след като събаря Амброзианската република и по този начин завладява Милано. Без собствен герб, Сфорца запазва змията на Висконти като емблема на семейството си. Познавайки омразата на миланците към древната постройка, той оправдава реконструкцията с желанието да разкраси града и да гарантира защитата му от външни врагове.

През пролетта на 1450 г. Франческо I назначава Джовани да Милано за комисар по работите върху новия замък, а Маркалеоне да Ногароло – за комисар по провизиите. Според някои историци работните дейности стартират на 1 юли. Пет месеца по-късно са завършени двата участъка от стените на Гирланда (външните укрепления) към Порта Комазина и Порта Верчелина, и са построени страната към парка и двете кръгли кули Кармине и Санто Спирито, наречени така, т.к. гледат към изчезналата днес църква „Санта Мария дел Кармине и Санто Спирито“. През февруари 1451 г. са построени мостовете и са изравнени двата площада, върху които по-късно се издигат равелините (спомагателни фортификационни съоръжения), обърнати единият към града, а другият – към парка.
За да се справи с липсата на ликвидност поради подценяването на стойността на строителните работи, херцогът налага върху всички градове на Миланското херцогство данък превоз. Той може да се заплаща в натура или да се трансформира в пари. Заплащането обаче не се осъществява, прави се частично или често се забавя, което кара херцога да оказва постоянен натиск. Има и известен проблем при транспортирането на строителните материали, тъй като дървеният материал идва от горите на Кузаго, а варта – чак от Мергоцо, след което е транспортирана по река Точе, езерото Маджоре, река Тичино и след това през Големия канал (Навильо Гранде), достигайки Милано след повече от 110 км път. Освен това през лятото на 1451 г. избухва чумна епидемия. През октомври е завършена Торе Кастелана, т.е. дворът Рокета, и новият кастелан Фоскио Атандоло встъпва в длъжност.
През 1452 г. Филарете и Якопо да Кортона са наети от херцога за изграждането и за украсата на средната кула, която все още се нарича Кула на Филарете. Между Филарете и миланските инженери скоро възникват разногласия поради високомерието му (той презрително ги нарича „зидари“) и упоритотото му желание да украси кулата с теракота и мраморни корнизи, което забавя работите. Същата година са построени рововете. По-късно Филарете и Да Кортона са наследени от военния архитект Бартоломео Гадио. След смъртта си Франческо Сфорца е наследен от сина си Галеацо Мария, а работите са продължени от арх. Бенедето Ферини. През тези години започва голяма кампания за стенописи в залите на херцогския двор, поверени на зографите на херцогството: най-ценният пример е херцогският параклис, върху който работи Бонифачо Бембо. От 1468 г. Галеацо Мария се мести в замъка заедно със съпругата си Бона Савойска – роднина на краля на Франция Луи XI. За няколко години са завършени Рокета и Херцогският двор, изографисани са залите и е построен и украсен Херцогският параклис. По онова време замъкът се представя с големия плацдарм, заобиколен от сгради, а към парка гледат херцогските апартаменти и дворът Рокета – квадратен укрепен комплекс.
През 1477 г. при регентството на Бона Савойска е построена централната кула, носеща нейното име.
През 1494 г. на власт идва Лудовико 'Мавърът' и замъкът става седалище на един от най-богатите и пищни дворове в Европа. Извикани да украсят залите са удожници като Леонардо да Винчи (който изписва няколко зали на херцогския апартамент като Sala delle Asse заедно с Бернардино Дзенале и Бернардино Бутиноне) и Донато Браманте (извикан навярно за мост, който да свърже замъка с т. нар. „покрит път“). Мнозина художници създават стенописите на Sala della Balla, илюстриращи емблемите на Франческо I Сфорца. През 1490 г. на Брамантино е възложена декорацията на Залата на съкровището. Като наследство на Леонардо остава картината „Зеленчуци, преплитащи се с плодове и монохроми на корени и скали“ в Sala delle Asse, датираща от 1498 г. Нищо обаче не остава от колосалния Конен паметник на Франческо Сфорца, разрушен от френските войници, преди да бъде завършен.
Работите по декорирането на замъка прекъсват през 1497 г. със смъртта при раждане на младата съпруга на Лудовико 'Мавъра' – Беатриче д’Есте и с приближаването на френските войски към Милано.

### От Сфорца в ръцете на испанците и на Хабсбургите
Паднало под френско управление през 1499 г., Миланското херцогство в продължение на 30 години е оспорвано между французите, германския император и Сфорца. Това са трудни години за града и за замъка. През следващите години той е повреден от непрестанните атаки, които си разменят френските, миланските и германските войски. Добавен е удължен бастион, наречен „теналя“, който дава името на близката порта и вероятнo е по проект на Чезаре Чезариано. През 1521 г. се срутва Кулата на Филарете, използвана за склад за боеприпаси, т.к. френски войник по погрешка взривява бомба. Това причинява щети на околните стени и смъртта на кастелана. Когато Франческо II Сфорца – втородният син на Лудовико 'Мавъра' се завръща на власт, замъкът, подходящо реновиран, но вече без входна кула, е домакин на сватбата му с Кристина Датска – дъщеря на суверена на Дания, отпразнувана на 3 май 1534 г. След нея той губи ролята си на величествен дом.
След смъртта на Франческо II Сфорца през 1535 г. и последвалия край на Миланското херцогство замъкът е преотстъпен през 1536 г. от граф Масимилиано Стампа – кастелан-заместник на херцога на краля на Испания Карл V след конвенцията от Болоня: още през февруари 1531 г. капитан Джовани ди Меркадо преотстъпва замъка на граф Стампа под клетва, че Стампа ще го предаде само на императора на Свещената Римска империя Карл V и на неговите наследници.
Продажбата на замъка бележи края на дългия период на войни и политически промени: след падането на Лудовико 'Мавъра' за 36 години се сменят цели девет различни правителства: първо гасконците на Луи XII (1500), след това германците и швейцарците, командвани от Асканио Мария Сфорца; отново французите след превземането на Новара, през 1512 г. швейцарските наемници начело с кардинала на Сион Матео Шинер в името на Свещената лига до завръщането на французите на Франсоа I (1515); през 1525 г. пристигането на испанските войски на Фернандо Франческо д'Авалос – маркиз на Пескара, който изоставя замъка шест години по-късно, за да си го върне за постоянно след краткото господство на последните Сфорца – Масимилиано и Франческо II. Така замъкът преминава под испанското управление на губернатора Антонио де Лейва (1480-1536) и губи ролята си на величествен дом (такъв става Херцогският дворец) и се превръща в опорна точка на новата цитадела – седалище на иберийските военни части. Гарнизонът там е един от най-големите в Европа, вариращ от 1000 до 3000 души, начело с испански кастелан.
През 1550 г. започват работите по укрепване на укрепленията с помощта на Винченцо Серени: изградена е нова отбранителна система, първоначално с 5-ъгълен и след това с 6-ъгълен план (характерен за модерното укрепление): шестолъчна звезда, последствие станала 12-лъчна с добавянето на полумесеци. Така външната защита достига обща дължина от 3 км и заема площ от приблизително 25,9 хектара. Старите зали със степописи са използвани за дърводелство и килери, а в дворовете са изградени тухлени кокошарници. В оградата на сградата има, както се вижда в литературни и иконографски източници, аптека, болница, магазини, пекарна, две пещи, механа, „невера” за съхранение на лед, две църкви и големи складове. Работата и поддръжката на гарнизона са отговорност на миланците.
За испанското присъствие в замъка днес свидетелстват старата болница (днешен Музей Ронданини), отличителните знаци, изрисувани през 1555 г. от дон Суарес де Фигероа – кастелан на Филип II, все още видими в Зала II на Херцогските апартаменти, и гербовете, които украсяват тавана на Зала VII за отпразнуване на сватбата между Филип II и Мария I Тюдор през 1555 г. Двете зали са част от Музея на античното изкуство.
В началото на 17 век работите по укреплението са завършени с ровове, отделящи напълно замъка от града, и с „покрития път“.
По време на Войната за испанското наследство, през 1706 г. принц Евгений Савойски завладява Милано от името на император Йозеф I Хабсбург. Когато Ломбардия преминава от Испания в ръцете на Австрийските Хабсбурги, по поръчение на великия генерал Евгений Савойски замъкът запазва военното си предназначение. Наследството на Сфорца там продължава да се руши, залите претърпяват множество щети, сводовете, стенописите и гипсовете орнаменти се повреждат. Бялата статуя на св. Йоан Непомуцки – бохемски светец-покровител на австрийските армии, поръчана през 1727 г. на Джовани Дуняни, е единственото свидетелство днес за австрийското господство в замъка. Издигната е на Плацдарма по желание на командира на крепостта Анибале Висконти.

### Промени при Наполеон
С пристигането на Наполеон в Италия ерцхерцог Фердинанд I Австрийски напуска Милано на 9 май 1796 г., оставяйки замъка с гарнизон от 2000 войници под командването на подполковник Лами, със 152 оръдия, 3000 тона барут, 11 хил. пушки и 100 вола. След като отблъсква една първа, нереалистична атака на група проякобински миланци, замъкът търпи френска обсада, продължила от 15 май до края на юни. Първоначално Наполеон кара да се възстанови отбранителната му функция, за да настани там гарнизон от 4000 души. През април 1799 г. гарнизонът е подложен на обсадата на завръщащите се австро-руски войски, но френското владение е възстановено година по-късно след Битката при Маренго. Замъкът продължава да е казарма, а Херцогският параклис е превърнат в конюшна.
През 1796 г. е представена първата народна петиция, изискваща разрушаването на замъка като символ на „древната тирания“. С указ от 23 юни 1800 г. Наполеон действително нарежда пълното му разрушаване. Разрушаването на звездообразната цитадела около замъка, предприето през 1801 г., създава голямо празно пространство, за което проекти изготвят архитекти като Луиджи Каноника и Джовани Антолини. През 1801 г. арх. Джовани Антонио Антолини представя проект за преустройството на замъка в забележимо неокласически форми, с атриум с 12 колони и заобиколен от първия проект за Форум Бонапарт: кръгъл квадрат с диаметър около 570 метра, заобиколен от безкрайна поредица от обществени сгради с монументални форми (Баните, Пантеонът, Народният музей, Фондовата борса, Театърът, Митницата), свързани с аркади, върху които са отворени складове, магазини и частни сгради. Проектът е отхвърлен от Наполеон на 13 юли същата година, тъй като е твърде скъп и всъщност непропорционален за град с около 150 хил. жители. Впоследствие е взет под внимание проектът на Луиджи Каноника, който свежда намесата до една единствена част, гледаща към днешната ул. Данте (която все още носи името на амбициозния проект: Форум Бонапарт), докато огромната площ зад нея е предназначена за плацдарм, увенчана години по-късно от Арката на Мира – дело на Луиджи Каньола, по онова време посветена на Наполеон. Първият камък е положен през април 1801 г., но работата спира веднага.

### След Наполеон
Няколко години по-късно, през 1815 г., Милано и Кралството Ломбардия-Венето са присъединени към Австрийската империя под властта на австрийците на генерал Хайнрих Йохан Белегард. Замъкът продължава да служи за казарма, като празното пространство зад него – Плацдармът става място за военни паради. Замъкът, обогатен с дворчета, проходи, затвори и ровове, става печално известен: по време на бунта на миланците през 1848 г. (т.нар. Пет дни на Милано) маршал Йозеф Радецки дава заповед за бомбардиране на града с неговите оръдия; освен това там са затваряни арестуваните от австрийците миланци. 

По време на трагичните събития на Италианските войни за независимост австрийците се оттеглят за известно време и миланците се възползват от възможността да демонтират част от отбраната, насочена към града. След изтеглянето на войските на Хабсбургите в замъка са открити струпани на различни места трупове на мъже и жени. Когато Милано окончателно е Савойско през 1859 г. и става част от Кралство Италия през 1861 г., народът нахлува в замъка, разграбвайки го в знак на отмъщение. 
На 25 октомври 1893 г. замъкът става собственост на Община Милано. Съществуването му е подложено на обществен дебат: много миланци предлагат той да бъде съборен, за да бъдат забравени вековете на военно потисничество и преди всичко за да се построи жилищен квартал. Въпреки това надделява историческата култура и арх. Лука Белтрами подлага замъка на голяма реставрация, почти реконструкция, целяща да го върне към формите при господството на Сфорца. Под негово ръководство през август 1892 г. е разрушена Гирланда (външните укрепления), последвано от разрушаването на Кавалерица – постройка от 19 век. Отново са отворени двете порти Кармине и Санто Спирито, издигнати са и двете кули, а Кулата на Бона е възстановена в древния ѝ вид.
Всички граждани на Милано участват в обществената поръчка за връщане на комплекса към древния му блясък. Заличени са конструкциите, които не са част от оригиналната постройка, и са проучени древните следи. Отново се появяват теракотените прозорци и значителни следи от картини на Сфорца. Преоткрити са декорациите в Sala delle Asse и в Залата на съкровището. Златото на херцогския параклис постепенно излиза на бял свят. Рокета и Херцогският двор са възстановени в оригиналните им форми и са предназначени за настаняване на музеи и културни институти. Ангажиментът на Лука Белтрами намира максимален израз в реконструкцията на фасадата на замъка към града и преди всичко в Кула Филарете, чиито форми той реконструира с помощта на картина от школата на Леонардо да Винчи („Мадона Лия“) и сграфити, намерени във фермата Поцобонели. Кулите на замъците във Виджевано и Кузаго също са взети като модел за цялостна реконструкция. Преди да продължи с реконструкцията, архитектът прави през 1895 г. дървен модел в реални размери.
Реставрацията завършва през 1905 г. с откриването на 24 септември на Кулата на Филарете, възстановена въз основа на чертежи от 16 век и посветена на крал Умберто I, убит няколко години по-рано. Кулата също дава фонът на новата ул. Данте.
На стария плацдарм са засадени стотици растения от новия зелен „бял дроб“ на града: паркът „Семпионе“ – озеленена градина в английски стил. Форум Бонапарт е преустроен за жилищни цели преди замъка.

### През 20 и 21 век
По време на Втората световна война крепостта понася щети от бомбардировките през 1943 г., но е повторно реставрирана.
През 1977 г. сграфитите на вътрешната фасада (дело на Лука Белтрами) са възстановени от Валериано Далцини. Ръководител на строителството е Франко Милани.
През 1990-те години на площад Кастело е построен голям фонтан. Той е вдъхновен от фонтан, поставен преди това на същото място и демонтиран през 1960-те години по време на строителството на първата линия на метрото.
След реставрациите Замъкът на Сфорците става седалище на множество културни институции. В миналото е седалище на:
- Галерията за модерно изкуство (от 1903 до 1920 г.)
- Висшето училище по приложни изкуства в индустрията на Кастело Сфорцеско (от 1906 до 1999 г.)

Към 2022 г. в замъка се помещават:
- Пинакотека на Замъка на Сфорците: съхранява богата колекция от картини, включително творби на Филипо Липи, Антонело да Месина, Андреа Мантеня, Каналето, Кореджо и Тиеполо.
- Музей „Пиета Ронданини“ (творба  на Микеланджело)
- Музей на античното изкуство
- Археологически музей в двата му раздела: Праисторически музей и Египетски музей
- Музей на мебелите и дървените скулптури
- Музей на декоративните изкуства
- Музей на музикалните инструменти
- Градска колекция от щампи „Акиле Бертарели“
- Кабинет на рисунките
- Кабинет на медалите и нумизматиката

- Исторически градски архив и Библиотека Тривулциана, която освен всичко друго съхранява Кодекса на Тривулцио на Леонардо да Винчи
- Организация за Колекции на Леонардо да Винчи
- Художествена библиотека
- Археологическа и нумизматическа библиотека
- Градски фотографски архив на Милано
- CASVA (Център за висши изследвания по визуални изкуства)

В замъка се провеждат и много временни изложби.
Сложната реставрационна работа в замъка, започнала през 2010 г., освен че укрепва структурата, възстановява и хармонизира интервенциите, извършени в замъка от края на 19 век при Лука Белтрами до 1950-те години със Studio BBPR. По този повод са почистени и извадени на бял свят изрисуваните мазилки и сграфити през 19 век, разпознаваеми по стените на Херцогския двор и по фасадата на сградата към Плацдарма – сегашно седалище на колекцията от щампи „Акиле Бертарели“.

## Описание
Външните укрепления на Замъка на Сфорците, известни като „Гирланда“, са разрушени през 19 век и това, което се вижда днес от замъка, е най-старата част, построена през 14 и 15 век. Тази структура има квадратен план със страни от около 200 метра. Четирите ъгъла са съставени от кули, всяка от които е ориентирана според една от посоките на света. Южната кула и Източната кула, които обграждат главната фасада към Миланската катедрала, имат цилиндрична форма, докато останалите две, които обграждат фасадата към парка, имат квадратен план и се наричат Фалкониера на север и Кастелана на запад. Целият периметър на замъка все още е заобиколен от древния ров, който днес вече не е наводнен.
Фасадата, гледаща към центъра на Милано, е построена в средата на 15 век по време на реконструкцията, поръчана от херцог Франческо I Сфорца. Двете странични кули с кръгъл план, облицовани с диамантени остриета, които през вековете служат за затвори, а от края на 19 век – за съхранение на цистерни с акведукт, запазват първоначалния си вид. Вътре все още има следи от подземията, където са затваряни патриоти от периода на Рисорджименто. Средновековните украси със зъбци са в резултат от реставрацията от 19 век; те всъщност са били разрушени, за да се направи място за големите оръдия и другата артилерия, издигнати на кулите, застраващи града през вековете, когато в замъка се намира австрийският гарнизон, както може да се види от картините от онова време.

### Кула на Филарете
Централната кула – най-високата в замъка, която образува неговия главен вход, се нарича Кула на Филарете (Torre del Filarete) по името на тосканския архитект, призован да я проектира от херцог Франческо I Сфорца Разрушена от експлозия в началото на 16 век, тя е възстановена в началото на 20 век на същото място. Реконструкцията е поверена на архитект Лука Белтрами и е извършена въз основа на стари изображения, открити на фона на платното „Мадона Лия“, съхраняващо се днес в замъка - дело на художника от Школата на Леонардо да Винчи Франческо Наполетано, на стар стенопис от фермата от 15 век Поцобонели, както и на примера на съвременни на кулата постройки като кулата на Замъка на Сфорците във Виджевано. 
Конструкцията ѝ следва елементите на кулата на замъка във Виджевано, въпреки че е изградена с различни пропорции, които ѝ придават по-масивен вид. Мощният донжон, формиращ основата с квадратен план, е увенчан от висок пояс от украси със зъбци; украсите стърчат върху каменни корнизи, които поддържат зъбците с ластовича опашка. Върху това тяло, покрито с покрив, се издига едно второ по-тясно тяло, отново завършващо с гибелински зъбци, върху които Белтрами проектира часовник с la razza на Висконти в центъра – слънце с лъчи, представляващо емблемата на първия херцог на Милано Джан Галеацо Висконти. Следва трето тяло, отново с четириъгълна основа, с кръгла арка, която се отваря в центъра на всяка страна, което позволява да се видят съдържащите се в кулата камбани. На върха се намира 8-ъгълна лоджия, която поддържа заоблен купол.
За украсата на кулата, непосредствено над входната арка, служи барелеф от мрамор от Кандолия с крал Умберто I на кон – суверенът, убит в Кралската вила в Монца през 1900 г. На него  е посветена кулата, открита 3 г. по-късно. Над него се намира статуята на Свети Амвросий в традиционната му иконография с архиепископски одежди и камшик, оградена от гербовете на шестте херцози на Милано от Династията Сфорца: Франческо I, Галеацо Мария, Джан Галеацо, Лудовико ил Моро, Масимилиано и Франческо II.

### Задна фасада и Мост на Лудовико 'Мавъра'
Задната фасада е най-старата и съответства на постройките от 14 век, издигнати от Галеацо I Висконти. Разделенa е на две от Порта дел Барко (Porta del Barco), както се е наричала навремето гористата местност, разположена в района на сегашния бул. Семпионе, използвана за ловен резерват.
От дясната страна на замъка се отваря Порта Кармини (Porta dei Carmini), докато по-назад е т. нар. „Мостче на Лудовико 'Мавъра'“ (Ponticella di Ludovico il Moro) – мостова конструкция, свързваща херцогските апартаменти с външните стени, изчезнали днес. Неговите външни линии, с геометрична чистота и ренесансова грация, са ясно отделени от останалата част от сградата. Проектът му се приписва, макар и без сигурни доказателства, на Донато Браманте, който е в двора на Лудовико от края на 70-те години на 16 век. Основната му предна част се състои от дълга лоджия,  заемаща цялата му дължина, с висок антаблеман, поддържан от тънки колони от гладък камък. В помещенията на този мост, според хрониките от онова време, Лудовико е затворен в знак на траур за смъртта на любимата си съпруга Беатриче д’Есте, поради това наречени тогава „Черните зали“.
От лявата страна, отвъд Портата на Светия дух (Porta di Santo Spirito), се намират руините на равелин, принадлежащ към укрепленията на Гирланда (външните укрепления), чиито руини се виждат частично и от страната, обърната към Парка „Семпионе“.

### Плацдарм
Сегашният четириъгълник на замъка съдържа три отделни двора: Големият двор или Плацдарм (Piazza d'armi), наречен така, защото е предназначен да побере войските, разположени в замъка, Дворът Рокета (Rocchetta) и Херцогският двор (Corte ducale). Последните два са действителната резиденция на херцозите и след това – на губернаторите. Те са отделени от Плацдарма чрез мъртвия ров – част от древния средновековен ров, в съответствие с който се намират основите на Замъка на Порта Джовия.
Лявата страна на Плацдарма е заета от т. нар. Испанска болница – постройка от 1576 г. за подслон на заразени с чума кастелани, реставрирана през 2015 г., за да подслони на Пиета Ронданини на Микеланджело Буонароти. Дясната страна на Плацдарма се използва като място за изложение на находки от Милано от периода на Ренесанса. По-специално там са сглобени отново проспектите на две сгради от 15 век, съборени в началото на 20 век. Фасадата вдясно от Порта Кармини, с портик с колони и два надвиснали етажа със сводести прозорци, идва от Маластала. Маластала се наричат старите милански затвори за неплатежоспособни лица, намиращи се на ул. Орефичи, които са премахнати през 1787 г., когато затворниците са преместени в Палата на Капитана на правосъдието. Фасадата с оригиналните теракотени декорации е преместена тук през 1930-те години след разрушаването на старата сграда на затвора. Проспектът острани принадлежи на сграда от 15 век на ул. Басано Пороне, разрушена през 1902 г. при реорганизацията на бул. Кордузио.
В центъра на Плацдарма се намира бароковата статуя на Свети Йоан Непомуцки, поръчана от последния кастелан на крепостта Анибале Висконти ди Бриняно през 1729 г.

### Рокета
В близост до статуята на Свети Йоан Непомуцки (наречена от миланското население „Свети Йоан - ни повече, ни по-малко“) порта води към Херцогския двор, който е с с правоъгълна форма и с портик от трите страни
От другата страна се намира Рокета (Rocchetta) – най-непревземаемата част от замъка, където Сфорца се укриват при спешност. Състои се от квадратен двор с четири страни с 5-етажна височина. Първоначално има само един вход, състоящ се от подвижен мост, който пресича мъртвия ров, позволяващ достъпа от плацдарма. Тесният проход към Херцогския двор е отворен едва по-късно. Четирите страни на двора не са еднакви нито по стил и декорация, нито по период на строителство. Първите две издигнати дворчета са тези от външната страна на замъка и те са с хомогенна перспектива. На приземния етаж върви голям портик на каменни колони, които поддържат кръгли арки. Над тях се издигат три реда прозорци: първият ред е с малки правоъгълни отвори, последван от ред големи монофори (1-дъгови прозорци) и най-отгоре ред от по-малки монофори, и двата с теракотени рамки. Последните две крила, добавени по времето на Лудовико 'Мавъра', имат различни проспекти: страната, обърната към Херцогския двор, също с портик, има четвърти ред отвори, докато страната, обърната към Плацдарма не е с портик и има ред от арки, поддържани от каменни конзоли.
Последните реставрации изваждат на бял свят оригиналните сграфитни декорации на мазилката на фасадите и стенописните рамки на отворите, които симулират теракотени декорации. Особено красиви са стенописите с декоративни мотиви по сводовете, както и каменните капители.
Сред ренесансовите декорации са някои гербове с различните емблеми на Висконти и на Сфорца, сред които:
- Гълъбицата с мотото „A bon droit” („С право“), приписван на Франческо Петрарка, който е посланик на Джан Галеацо Висконти, като пожелание за мир и законност на херцогството.
- Il Morso с мотото „Ich vergies nicht“ („Не забравям“), предупреждение за ограничаване на импулсивността и арогантността.
- Херцогската корона, кръстосана от две преплетени палмови и маслинови клонки – символи на мира и смирението, емблема на Филипо Мария Висконти.
- Ил Велтро – ловната хрътка, вързано от божията ръка за дърво, емблема на Франческо Сфорца.[27]

Рокета е защитена от две кули: кулата на Бона Савойска, между Рокета и Плацдарма, и Кулата на съкровището или Кастелана, в западния ъгъл на замъка. 
Кулата на Бона Савойска е построена през 1477 г. по време на регентството на пиемонтската херцогиня,  овдовяла след убийството на съпруга си Галеацо Мария Сфорца на 26 декември 1476 г., за което е напомнено на големия мраморен герб върху кулата. Тя е част от отбранителните работи, построени в периода на политическа несигурност, съвпадащ с управлението на Чико Симонета и на херцогиня Бона от името на 7-годишния ѝ син Джан Галеацо Сфорца.
На отсрещния ъгъл се навира Кула Кастелана. Тя се нарича още Съкровищницата, тъй като в залите на приземния етаж се пази съкровището на херцогството; то се състои от монети и благородни метали, златарски произведения и скъпоценности, описани от тогавашните посланици, допуснати до посещение. Залата се охранява от фреска с великана Аргус – митологичният пазител, който никога не спи, затваряйки само две от 100-те си очи наведнъж. Ренесансовата творба, която за съжаление губи главата си по време на реконструкцията на свода на залата, датира от края на 15 век и се приписва на Браманте или на неговия ученик Брамантино. Херцогската съкровищница е непрекъснато защитена от тежко въоръжена охрана и достъпът е възможен само с използването на три ключа последователно: един от херцога, един от кастелана и един от шамбелана.

### Херцогски двор
Апартаментите на херцозите и ключовият елемент на придворния живот през Ренесанса се намират в онова, което днес се нарича Херцогски двор (Corte Ducale).
Дворът е U-образен и заема северната част на замъка. Той е построен и украсен през втората половина на 15 век главно от Галеацо Мария Сфорца, който отива да живее там след брака си с Бона Савойска през 1468 г. до смъртта си, и от Лудовико 'Мавъра', който живее там през всичките си 20 години на управление.
Въпреки че е повреден и променен през следващите четири века, през които е превърнат в казарма, реставрациите от 19 век възстановяват неговия ренесансов облик и декорации.
Двете по-дълги страни на двора са покрити със светла мазилка със сграфити, върху която се отварят два реда монофори (еднодъгови прозорци) с декорирани теракотени рамки, реставрирани въз основа на отливките от най-добре запазените рамки
Задната страна се състои от т. нар. Портик на слона – хармоничен портик, поддържан от каменни колони, на който се намира избледняла фреска с екзотични животни, включително лъв и слон. Под портика сега е поставена плочата с латински букви, стояла пред „позорната колона“ на днешния площад Ветра. Колоната е издигната през 1630 г. на мястото на дома на Джан Джакомо Мора, несправедливо обвинен в разпространение на чума чрез мехлеми и затова измъчван и екзекутиран. Случката е разказана от Алесандро Манцони в историческото му съчинение „История на позорната колона“ (Storia della Colonna infame). Колоната е съборена през 1778 г.
Широко стълбище до Порта Барко води до втория етаж. То е с ниски стъпала, за да може да се прекосява и на кон. Води до Лоджията на Галеацо Мария – елегантна зала, поддържана от тънки колони, отваряща се към вътрешния двор. Архитектурата на лоджията е в ренесансов стил и се приписва на обучения в Тоскана архитект Бенедето Ферини, който през 70-те години на 15 век служи на херцог Галеацо Мария Сфорца.
На стената, която разделя херцогския двор от Рокета, има малка чешма в ренесансов стил, украсена с емблемите на Сфорца и на Висконти. Друга чешма от теракота с двоен умивалник се намира в едноименния двор и е изваяна по модела на купола със светена вода на Съборната църква „Св. св. Петър, Павел и Стефан“ в Белинцона.